# Elizabeth Bishop

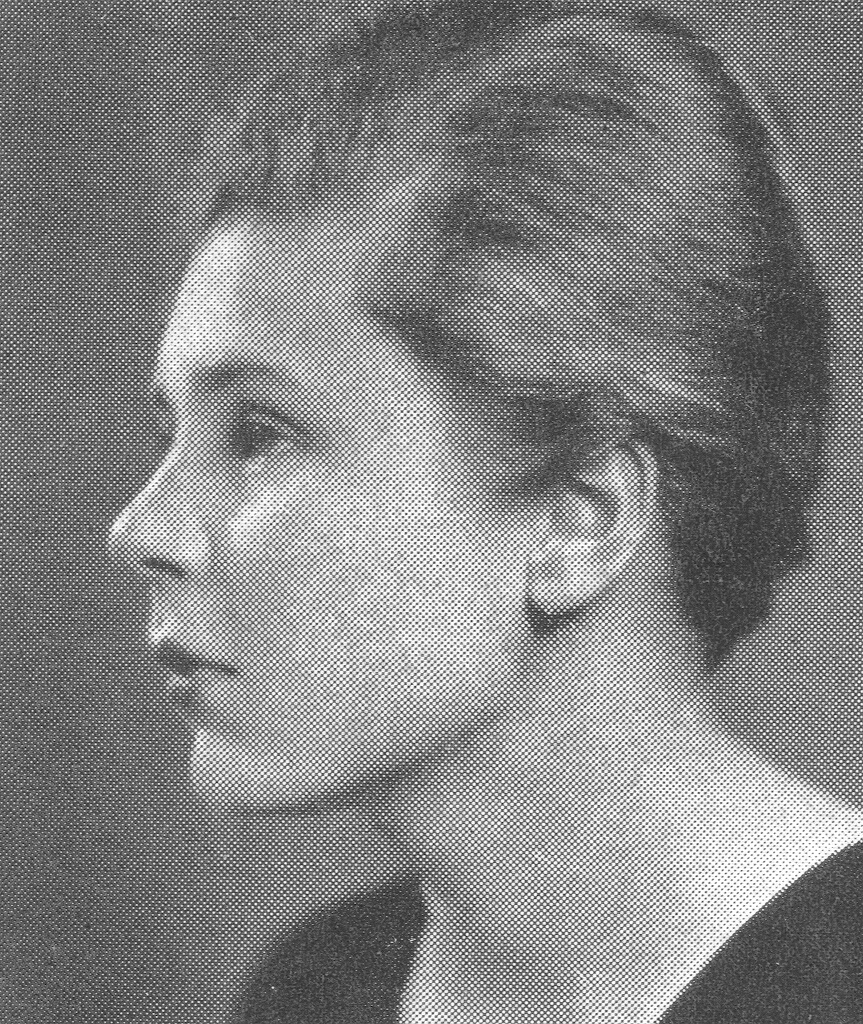
Elizabeth Bishop (1934)

Elizabeth Bishop (Worcester (Massachusetts), 8 februari 1911 - Boston, 6 oktober 1979) was een Amerikaanse dichteres en schrijfster. In 1956 won ze de Pulitzerprijs voor poëzie.

## Biografie

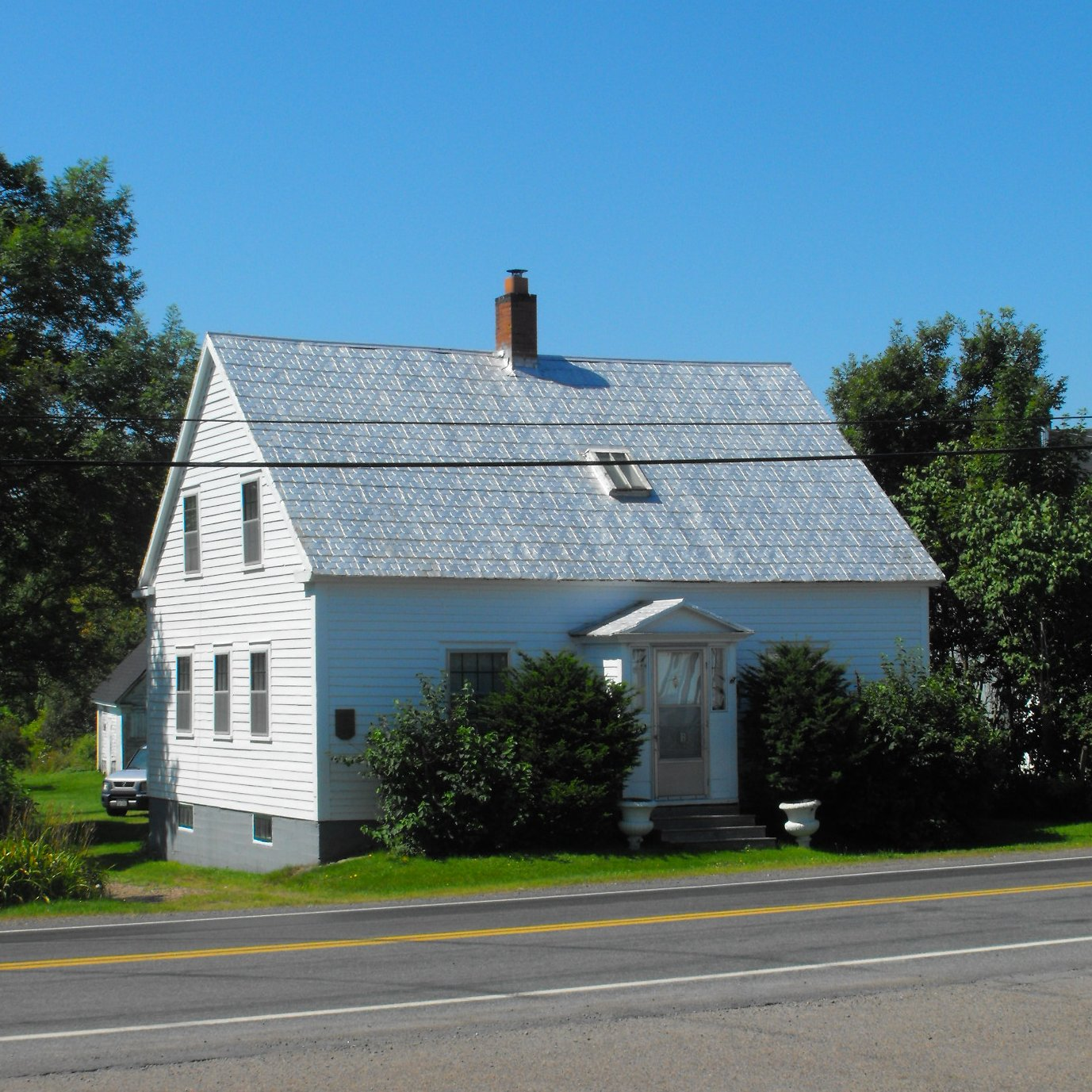
Het Elizabeth Bishop House in Great Village, Nieuw Schotland. Bishop bracht hier in haar vroege jeugd enkele gelukkige jaren door. Het huis keert regelmatig terug in haar gedichten.

Bishops vader stierf kort na haar geboorte. Haar moeder kampte vaak met depressies en werd later ook in een inrichting opgenomen. Vanaf haar derde tot haar zesde jaar werd Elizabeth liefdevol opgevoed door haar grootouders van moederszijde, in Great Village (Nova Scotia). Daarna werd de voogdij toegewezen aan de familie van haar vader in Worcester en twee jaar later werd ze ondergebracht bij de oudste zus van haar moeder in Revere, die leefden in relatief armoedige omstandigheden. Na de scheiding van haar grootouders had ze een ongelukkige kindertijd. Ze ontwikkelde ze chronische astma, die haar de rest van haar leven parten zou spelen.
Met financiële hulp van haar grootouders en een kleine erfenis van haar vader kon Elizabeth gaan studeren. In 1934 studeerde ze af in de Engelse literatuur aan Vassar College in New York. Samen met Mary McCarthy richtte ze nog tijdens haar studietijd het literaire tijdschrift Con Spirito op. In die tijd leerde ze ook Marianne Moore kennen, die van grote invloed zou worden op haar poëzie. Later liet ze zich in haar werk ook inspireren door Robert Lowell, met wie ze bevriend raakte en uitgebreid correspondeerde.
Hoewel Bishop altijd moeite had om van de pen rond te komen, zou ze altijd veel reizen. In 1951 bleef ze echter voor ruim vijftien jaar "hangen" in Brazilië, waar ze een lesbische relatie had met architecte Lota de Macedo Soares. Ze werd in die tijd beïnvloed door Latijns-Amerikaanse dichters als Octavio Paz, João Cabral de Melo Neto en Carlos Drummond de Andrade. Aan het einde van deze Braziliaanse periode was ze vaak depressief en dronk ze veel, net als Soares. Nadat Soares in 1967 zelfmoord pleegde keerde Bishop terug naar de Verenigde Staten, waar ze in 1979 overleed, 68 jaar oud.
Bishops werk wordt vaak geschaard onder lesbische of vrouwenpoëzie, maar zelf wilde ze van deze categorisering niets weten. Van een feministische inslag is ook weinig te merken. Haar gedichten zijn redelijk conventioneel van stijl en kenmerken zich door een hoge sensibiliteit, waarbij ze zich altijd kwetsbaar opstelt. Steeds heeft ze veel oog voor detail en kleinigheden. Haar werk werd vele malen onderscheiden, onder andere met de Pulitzerprijs voor poëzie in 1956, de National Book Award voor poëzie in 1970 en de National Book Critics Circle Award in 1976. Ze schreef ook korte verhalen en een kinderboek.
Veel gedichten van Bishop werden in het Nederlands vertaald door Guus Luijters, samengebracht in de bundel Verliezen is een kunst, 2011. Ook Bernlef en Frans Kellendonk vertaalden werk van haar in het Nederlands.

## Fragment
| Opening van One Art The art of losing isn’t hard to master; so many things seem filled with the intent to be lost that their loss is no disaster. | Nederlandse vertaling De kunst van verliezen is niet moeilijk om te leren; zoveel dingen lijken vervuld met de intentie verloren te gaan, dat hun verlies niet echt kan deren. |